# Рассвет наизнанку
«Рассвет наизнанку» — французский короткометражный фильм 1995 года, режиссёрский дебют известной французской актрисы Софи Марсо. Через семь лет актриса сняла ещё один фильм по собственному сценарию, но уже полнометражный — фильм «Говори мне о любви».
Фильм «Рассвет наизнанку» был снят весной 1995 года, его продолжительность 10 минут. Сценарий к этому фильму был написан самой Софи Марсо во время съёмок в фильме «Храброе сердце» за одну ночь. Главные роли в фильме «Рассвет наизнанку» исполнили Жюдит Годреш, Джерзи Гралек и Анна Нехребека.
Фильм был представлен публике и кинокритикам сразу же после съёмок в рамках программы «Особый взгляд» Каннского кинофестиваля 1995 года. Фильм был замечен критиками, но никаких наград не получил. Во время презентации фильма в Каннах Софи Марсо была беременна, и публика больше внимания обращала на саму актрису и её живот, чем на снятый ею фильм.

## Сюжет
В фильме рассказана история любви одной пары. Эта история является в некоторой степени автобиографической для самой Софи Марсо.

## В ролях
- Жюдит Годреш
- Джерзи Гралек
- Анна Нехребека

## Съёмочная группа
- Автор сценария: Софи Марсо
- Режиссёр: Софи Марсо
- Операторы:
  - Патрик Блосье
  - Павел Эдельман
- Продюсеры:
  - Филипп Жакье
  - Филипп Каркассон